# Symfonie nr. 6 (Pavlova)
Alla Pavlova componeerde haar Symfonie nr. 6 "Vincent" gedurende 2006 en 2007. Pavlova had na de opnamen in 2006 van haar vijfde niet echt de inspiratie om aan weer zo’n werk te beginnen. Maar al in de herfst pakte ze de draad weer op en begon aan de schetsen voor nummer zes. Pavlova componeerde op de oude wijze, dus een handgeschreven partituur. Omdat andere componeerzaken voor gingen ging de uitgeschreven partituur pas in januari 2008 naar de uitgeverij, die eerst alles in de pc moest zetten. In april 2008 was alles nagekeken. Op 14 juni 2008 en de dagen daarna stond het werk op de lessenaars van het Tsjaikovski Symfonie Orkest om het op te nemen.
De toevoeging Vincent is afkomstig van Vincent van Gogh. Ze is een groot liefhebber van het werk van die schilder en heeft een reproductie van De sterrennacht als inspiratiebron gebruikt. Er is echter geen sprake van programmamuziek, het is een vrije interpretatie. De muziek is daarbij van een eeuw terug; romantische muziek met Sturm und Drang. Ze moduleert echter vaker dan componisten uit die tijd. Het werk kwam in vier delen, kortweg I, II, III en IV (finale) genoemd.
Het is onbekend of het werk ooit tijdens een concert is uitgevoerd. In 2012 heeft Pavlova haar achtste afgerond.
Orkestratie:
- 3 dwarsfluiten, 2 hobo's, 2 klarinetten, 2 fagotten
- 4 hoorns, 2 trompetten, 3 trombones, 1 tuba
- pauken, percussie (grote trom, tom-tom, bekkens, triangel, vibrafoon), 1 harp, orgel of harmonium
- violen, altviolen, celli, contrabassen

## Discografie
- Uitgave Naxos: Tsjaikovski Symfonie Orkest o.l.v. Patrick Baton